# Breve (signo diacrítico)
El breve (˘)  se emplea en métrica latina para indicar que la vocal sobre la que recae es corta, en contraposición al macrón que indica vocales largas. Se diferencia del carón (ˇ) en que es redondeado y no anguloso. 

## Uso

### En rumano
La Ă/ă representa en rumano una schwa [ə], eso es, un sonido medio central no redondeado. 
A diferencia del inglés y del francés, puede ir en sílabas tónicas, al igual que en búlgaro y en afrikáans. Existen palabras donde es la única vocal, como en măr [mər] (manzana) o văd [vəd] (yo veo) y otras donde hay otras vocales, pero ă es la acentuada, verbigracia cărțile /'kər.ʦi.le/ (los libros) y odăi /o'dəj/ (habitaciones).
Se considera una letra separada y va después de A.

### En turco
Se utiliza sobre la consonante g para formar la yumuşak ge («g suave») [Ğ/ğ] que es la novena letra del alfabeto turco y corresponde a una /ɣ/,  pero bastante más débil.
Es una velar anterior o aproximante palatal entre vocales anteriores.
Nunca va al inicio de una palabra sino que siempre sigue a una vocal. Cuando va al final de la palabra o precediendo a otra consonante, alarga la vocal precedente.

### Otros usos en el alfabeto latino
- En el vietnamita Ă/ă representa una vocal semiabierta central /ɐ/.

- Ă/ă se emplea también en las transcripciones oficiales del búlgaro para la letra cirílica Ъ/ъ.   En Alfabeto Fonético Internacional su valor es /ə/.

- En la transcripción McCune-Reischauer para el coreano Ŏ/ŏ representa una vocal abierta-media posterior no redondeada /ʌ/, similar a la u inglesa en la palabra up; mientras que Ŭ/ŭ equivale a una vocal cerrada posterior no redondeada /ɯ/.

- En esperanto Ŭ/ŭ es el segundo elemento de los diptongos decrecientes. En el Alfabeto Fonético Internacional equivale a /u̯/.

- Por último es usado tradicionalmente en los diversos sistemas de transcripción fonética para indicar que las vocales son breves.

### Alfabeto cirílico
En el ruso y otras lenguas que usan el alfabeto cirílico, se usa la Й/й o И con breve, con un sonido equivalente a /j/.

## Códigos de caracteres
Para poder escribir el acento en los ordenadores con el teclado de España activado, hay que pulsar las teclas Alt Gr+⇧ Mayús+ç, soltar y pulsar la letra que lleva tilde.
Para poder escribir el acento en las computadoras que no tienen una tecla específica para esto, es posible utilizar varios métodos.
En Linux, presionando Control+⇧ Mayús+U, seguido del código en Unicode de la letra que se quiere escribir. Control+⇧ Mayús+0103, para ă.